# Kardonbron
Kardonbron är en bro för vägfordons- och järnvägstrafik över Motala ström mellan Malmölandet och Händelö i Norrköping. Den ligger i höjd med Kardonholmen, som gett namn åt bron. 
Bron invigdes 1976. Den är fast och har en segelfri höjd på 2,9 meter.
Den sju kilometer långa godsjärnvägen Kardonbanan - mellan Södra stambanan vid Åby och Norrköpings hamn på Händelö - inklusive ett spår över Kardonbron, invigdes i början av 2021.
Bron har fått sitt namn av den intilliggande Kardonholmen, som tidigare hetat Röskär och på 1860-talet början Karons holme, i början av 1900-talet Kardons holme (1902).
Bakgrunden till namnet är oklar. Enligt en teori kommer det från den med kronärtskocka besläktade tistelarten kardon. Enligt en annan teori kommer namnet av holländaren Cardon, som var en av Louis De Geers skeppare på 1600-talet.

## Skydd mot framtida havshöjning
I en förstudie från 2021 för Norrköpings kommuns översiktsplan finns två alternativ för framtida skydd för extremt högt vattenstånd. Det ena alternativet är en skyddsbarriär med slussportar mellan färjelägena Skenäs och Säter vid Bråviken. Det andra alternativet är en skyddsbarriär vid Kardonbron samt vid Lindö kanal mynning mot Bråviken. En sådan barriär ska klara en framtida bedömd havsnivå på +5 meter vid ett kortvarigt extremt vattenstånd orsakad av kraftiga stormvindar. Utgångspunkten är att till 2100 skylle få klimatförändringarna resultera i att havet stiger globalt med omkring en meter jämfört med medelvattenståndet år 2010. Vid extrema väderhändelser skulle då havsytans nivå längst in i Bråviken hamna på +2,38 meter över 2010 års relativa medelvattennivå.